# Château de Culzean
Le château de Culzean (en anglais : Culzean Castle) est un château près de Maybole sur la côte de l'Ayrshire en Écosse.
Robert Adam, célèbre architecte écossais, participa à la reconstruction d'une portion du château dans les années 1770. 
Ancienne demeure du marquis d'Ailsa (en), le chef du Clan Kennedy, le Château est désormais la propriété du National Trust for Scotland.
En guise de remerciement pour le rôle de soutien des États-Unis d'Amérique durant la 2e Guerre mondiale à l'Écosse, on accorda l'usage d'une partie du Château au Général Eisenhower, lequel y séjourna à quelques occasions. 
Depuis 1987, une illustration du château se trouve sur le billet de cinq livres émis par la Royal Bank of Scotland.